# العبد إبراهيم خليل
العبد إبراهيم عبد السلام خليل قائد عسكري فلسطيني برتبة لواء بحري، يشغل منذ 1 مارس 2025 منصب قائد قوات الأمن الوطني الفلسطيني.

## حياته
خدم لسنواتٍ عديدةٍ في الحرس الرئاسي الفلسطيني، في 15 يناير 2022 قرر الرئيس الفلسطيني محمود عباس ترقيته إلى رتبة لواء وتعيينه مديرًا عامًا للدفاع المدني الفلسطيني.
وفي 1 مارس 2025 كلفه الرئيس الفلسطيني محمود عباس بمنصب قائد قوات الأمن الوطني الفلسطيني خلفًا للواء نضال أبو دخان الذي أُحيل للتقاعد.
في 6 أبريل 2025، عُين عضوًا في مجلس أمناء جامعة الاستقلال بصفته قائدًا لقوات الأمن الوطني.